# Institute for Fiscal Studies
The Institute for Fiscal Studies är en ekonomisk tankesmedja och forskningsinstitut i London, Storbritannien, som specialiserar sig på brittisk skattepolitik och brittisk politik överlag. Institutionen är politiskt oberoende. 